# 登戶研究所
登户研究所曾是大日本帝国陆军的研究所，该研究所位于神奈川县川崎市多摩区东三田。除了气球炸弹等新型武器的研究之外，他们还开发并制造了伪造的票据、护照等用于间谍活动使用的材料及设备。 

## 历史

### 设立
1939年1月，代号“阴谋的岩崎”的陆军省军务局军务局局长岩黑武雄上校（确切地说，他被任命为局长于此年二月，同年三月晋升上校。）作为特殊无线电波和科学材料等秘密战争方式的研究部门，成立了“登户研究所”。
登户研究所的前身是“陆军科学研究所”，于1919年4月由“陆军炸药研究所”改组而成，因而原名为“陆军科学研究所登户分所”。

### 运作中
筱田亮大佐就任所长，其于1939年9月正式就职。
1941年6月，“陆军科学研究所”撤销，所在的登户分所被改组为“陆军技术本部第9研究室”。太平洋战争期间，陆军兵器总局成立，此所改组为第9陆军技术研究所。1943年6月，无线电武器部划归多摩陆军技术研究所管理。
战争结束时，此所大约有上百所建筑，约有千人在工作，其中包括工厂中的工人。
1945年1月，《帝国陆海军作战计划纲要》公布，登户研究所分设至长野县、福井县、兵库县各地，为本土作战做准备。
同年8月15日，日本败局已定，兵部下的军务司下发《专项研究处理大纲》，下令销毁所有研究资料。研究材料大部分都被处理掉了，而且大部分参与项目的人员在战后都保持沉默，所以研究的内容很长一段时间都不为人知。

## 组织人员（1944）
所长
筱田亮少将
总务科
第一部门
无线电武器、气球炸弹、无线机、细菌武器、牛瘟病毒的研发
第二部门
战略武器研发
第三部门
经济战研发、制造民国伪钞。
第四部门
组装机械炸弹

## 研发的武器
原子弹、生化武器、特攻武器、阴谋武器、气球炸弹、罐装炸弹、杀人射线、电动投掷枪。
如上所述，进行死光等有些奇异和空想的研究，实际情况不明的地方很多，因此在各种创作中经常被描绘成可疑的神秘学研究所。但实际上，这些研究都收效甚微。
为了扰乱抗日战争中的中华民国经济，该研究所制造并运输了价值数十亿日元的假钞

## 第二次世界大戰後

### 帝银事件
1948年1月26日发生的帝国银行事件中，警视厅推测案中所用的毒药是登户研究所所研制的，主要由第二部门的研究人员进行调查。在调查备忘录（启文）中，有声明指出此所与关东军联合参与人体实验 。多位此所二部相关人员作证，毒药可能是登户研究所开发的丙酮氰醇。

### 韓戰及以後
1950年（昭和25年）朝鲜战争爆发时，为了反对朝鲜和东方国家，被免责的战犯重新恢复原职。在登户研究所，第3部门的相关人员与驻日美军合作，在横须贺基地的印刷供应站伪造东方集团的各种官方文件 。
1952年，部分研究部门迁往美国。曾任所长的筱田作为替补加入。

## 相关项目
- 陆军技术研究所
- 731部队
- 黄色气候
- 魔友之盒